# Piscinas Naturais do Porto Moniz
Piscinas naturais
As Piscinas Naturais do Porto Moniz são piscinas naturais de água salgada, compostas por rochas vulcânicas onde o mar entra naturalmente, sendo situadas na freguesia do Porto Moniz, Madeira, Portugal. Tem 3.800 m² de área para natação e 3217 m² de área para solários.
O espaço conta com Bandeira Azul e vigilância, ao longo do ano, por nadadores-salvadores. Além disso, tem também parque infantil, primeiros-socorros, acessos para deficientes e parque de estacionamento.

## Reconhecimento
Em 2018, a CNN elegeu as Piscinas Naturais do Porto Moniz como uma das 52 melhores praias do mundo, uma para cada semana de 2018.

## Galeria

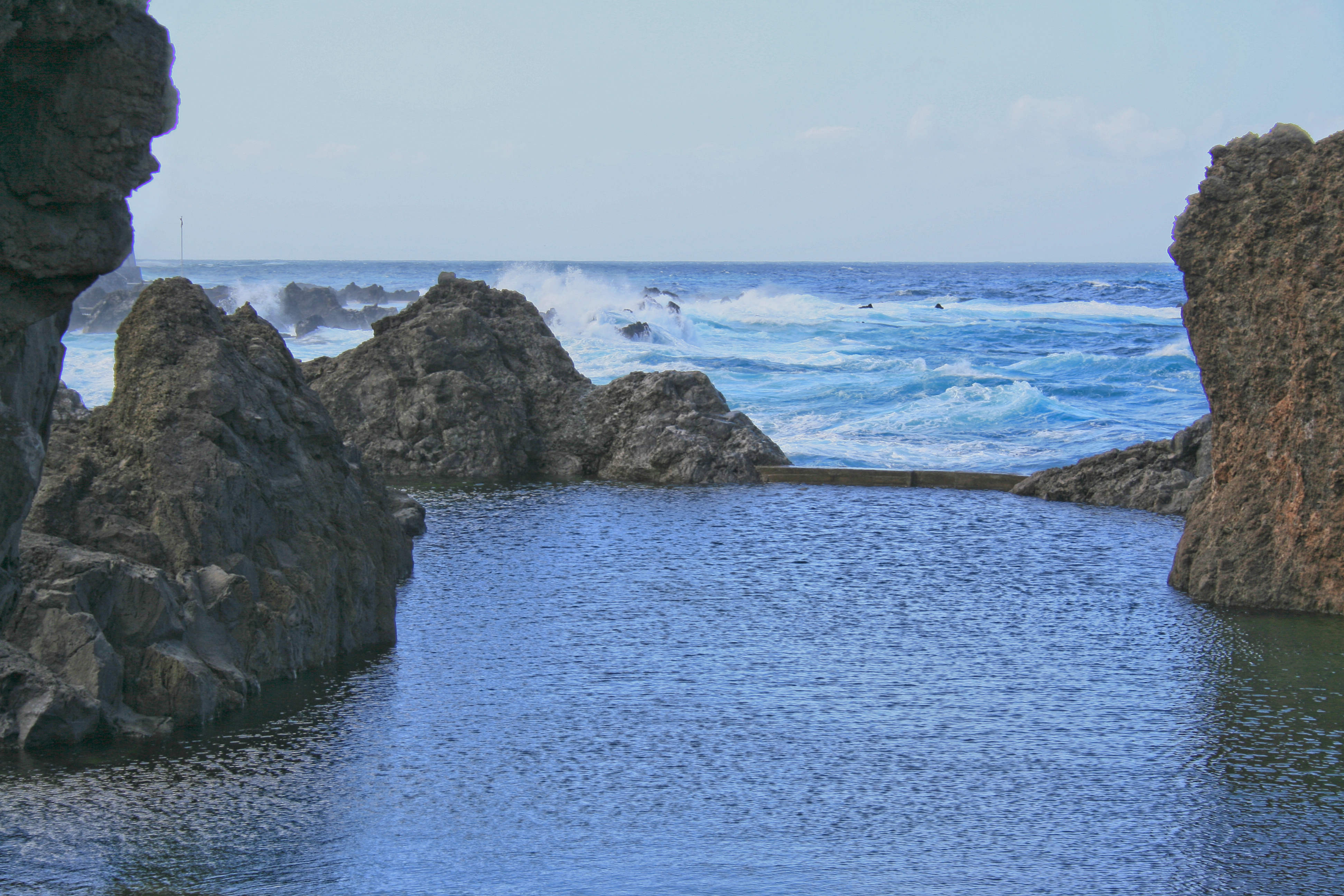
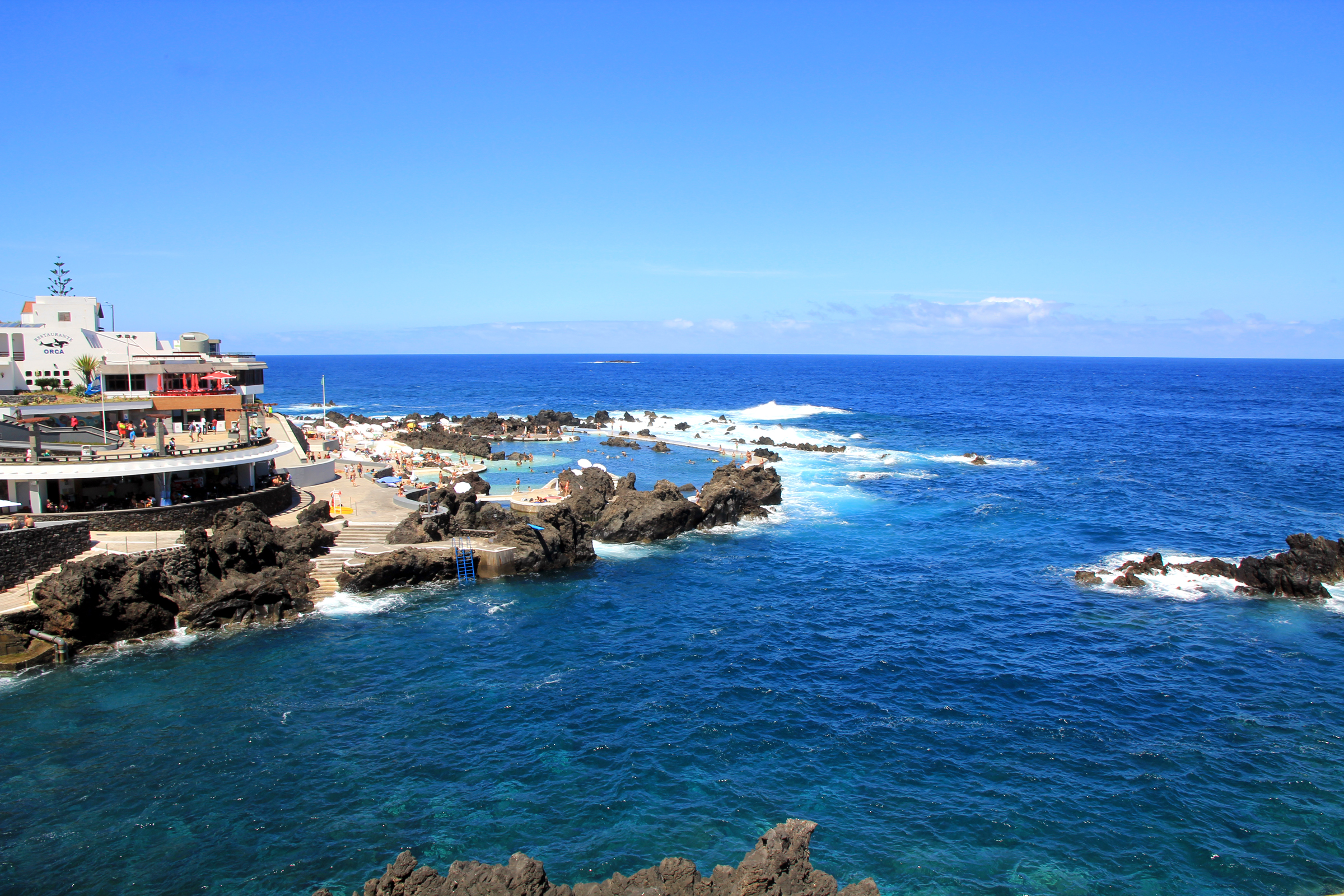
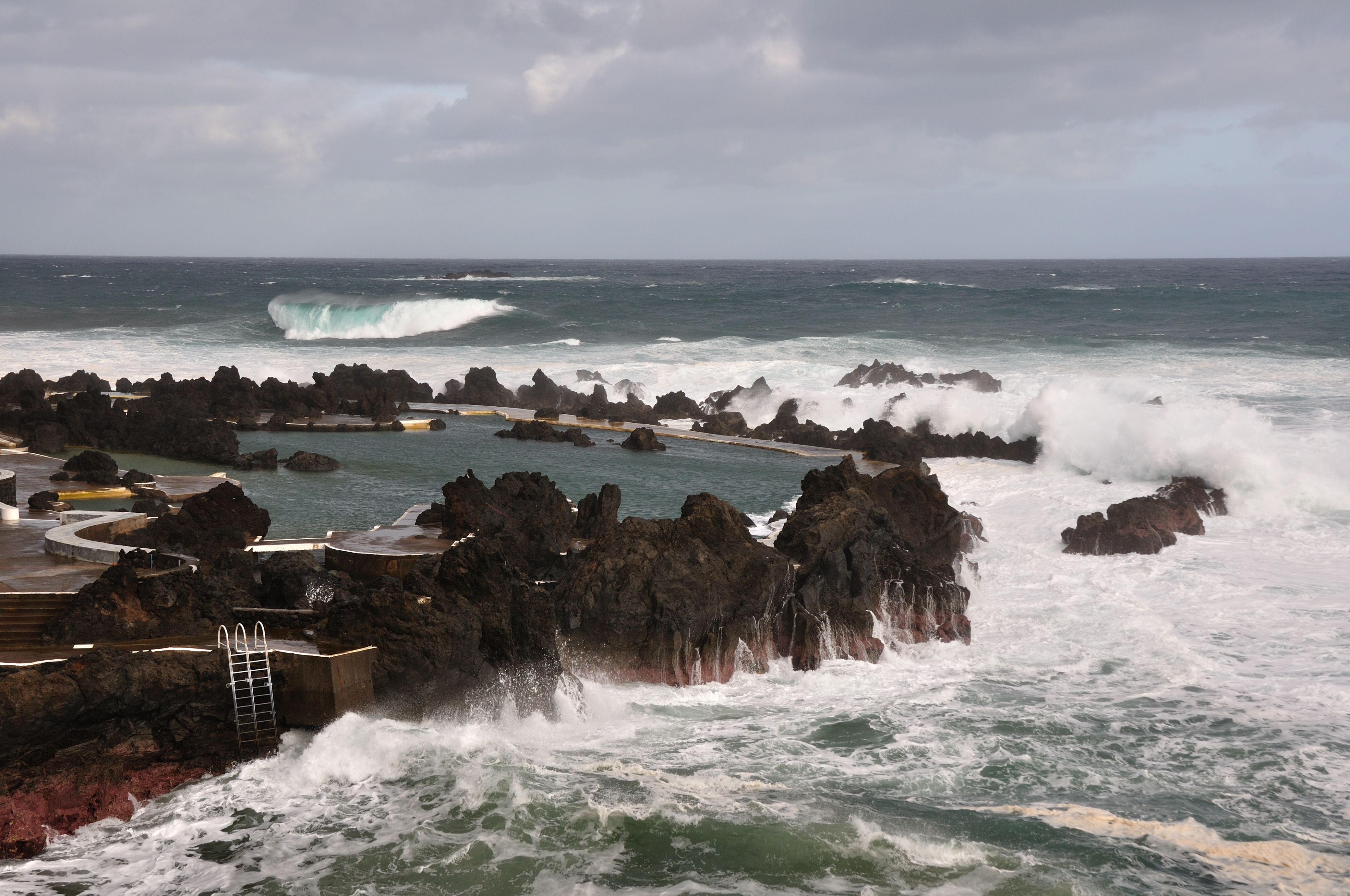